# Ilski
Ilski (russe : Ильский) est une commune urbaine située dans le raïon de Severskaïa, dans le kraï de Krasnodar, en Russie.

## Histoire
Le 5 mai 2023, une explosion éclate dans une raffinerie de pétrole sur le territoire de la commune.

## Culture locale et patrimoine

### Lieux et monuments
- Église Saint-Nicolas d'Ilski